# Tour de France 2020/7. Etappe
Die 7. Etappe der Tour de France 2020 fand am 4. September 2020 statt. Die 168 Kilometer lange Flachetappe startete in Millau und endete in Lavaur. Die Fahrer absolvierten 2007 Höhenmeter.
Etappensieger im Sprint einer vorderen Gruppe wurde Wout van Aert (Jumbo-Visma). Peter Sagan (Bora-hansgrohe) übernahm nach einem zweiten Platz im Zwischensprint und Rang 13 – behindert durch ein technisches Problem – im Zielsprint das Grüne Trikot. Zu Beginn der Etappe verschärfte Bora-hansgrohe bei seitlichem Autanwind das Tempo, so dass auf der Windkante zahlreiche Sprinter, darunter der bisherige Träger des Grünen Trikots Sam Bennett, den Anschluss verloren und bis zum Ziel nicht mehr aufschließen konnten. Nachdem an der zweiten Bergwertung Thomas De Gendt (Lotto Soudal) attackierte und auch die letzte Bergwertung gewann, verschärfte Ineos Grenadiers mit De Gendts Einholung 35 Kilometer vor dem Ziel bei wiederum starken Seitenwind erneut das Tempo. Dadurch fielen Favoriten für das Gesamtklassement, wie Tadej Pogačar (UAE Team Emirates) und Mikel Landa (Bahrain-McLaren) zurück und verloren ebenso wie der durch einen Defekt zurückgefallene Richard Carapaz (Ineos Grenadiers) 1:21 Minuten auf die Spitzengruppe um Adam Yates (Mitchelton-Scott), der das Gelbe Trikot verteidigte. Stellvertretend für seine Mannschaft Bora-hansgrohe wurde Daniel Oss mit der Roten Rückennummer ausgezeichnet.

## Zeitbonifikationen
| Zeitbonus am Etappenziel in Lavaur nach 168 km auf 144 m | Zeitbonus am Etappenziel in Lavaur nach 168 km auf 144 m |
| Fahrer                                                   | Zeitbonus                                                |
| -------------------------------------------------------- | -------------------------------------------------------- |
| 1. Wout van Aert (TJV)                                   | 10 Sekunden                                              |
| 2. Edvald Boasson Hagen (NTT)                            | 06 Sekunden                                              |
| 3. Bryan Coquard (BVC)                                   | 04 Sekunden                                              |

## Punktewertung
| Zwischensprint in Sainz-Serin-sur-Rence nach 58 km auf 348 m |             |                             |         |
| 1.                                                           | Italien     | Matteo Trentin (CCC)        | 20 Pkt. |
| 2.                                                           | Slowakei    | Peter Sagan (BOH)           | 17 Pkt. |
| 3.                                                           | Frankreich  | Bryan Coquard (BVC)         | 15 Pkt. |
| 4.                                                           | Frankreich  | Julian Alaphilippe (DQT)    | 13 Pkt. |
| 5.                                                           | Deutschland | Maximilian Schachmann (BOH) | 11 Pkt. |
| 6.                                                           | Osterreich  | Felix Großschartner (BOH)   | 10 Pkt. |
| 7.                                                           | Italien     | Daniel Oss (BOH)            | 9 Pkt.  |
| 8.                                                           | Belgien     | Greg Van Avermaet (CCC)     | 8 Pkt.  |
| 9.                                                           | Osterreich  | Gregor Mühlberger (BOH)     | 7 Pkt.  |
| 10.                                                          | Belgien     | Wout van Aert (TJV)         | 6 Pkt.  |
| 11.                                                          | Portugal    | Nélson Oliveira (MOV)       | 5 Pkt.  |
| 12.                                                          | Deutschland | Lennard Kämna (BOH)         | 4 Pkt.  |
| 13.                                                          | Slowakei    | Primož Roglič (TJV)         | 3 Pkt.  |
| 14.                                                          | Belgien     | Jasper Stuyven (TFS)        | 2 Pkt.  |
| 15.                                                          | Belgien     | Dries Devenyns (DQT)        | 1 Pkt.  |

| Etappenziel in Lavaur nach 168 km auf 144 m |                        |                            |         |
| 1.                                          | Belgien                | Wout van Aert (TLJ)        | 50 Pkt. |
| 2.                                          | Norwegen               | Edvald Boasson Hagen (NTT) | 30 Pkt. |
| 3.                                          | Frankreich             | Bryan Coquard (BVC)        | 20 Pkt. |
| 4.                                          | Frankreich             | Christophe Laporte (COF)   | 18 Pkt. |
| 5.                                          | Belgien                | Jasper Stuyven (TFS)       | 16 Pkt. |
| 6.                                          | Frankreich             | Clément Venturini (ALM)    | 14 Pkt. |
| 7.                                          | Frankreich             | Hugo Hofstetter (ISN)      | 12 Pkt. |
| 8.                                          | Kolumbien              | Egan Bernal (INS)          | 10 Pkt. |
| 9.                                          | Vereinigtes Konigreich | Adam Yates (MTS)           | 8 Pkt.  |
| 10.                                         | Spanien                | Alejandro Valverde (MOV)   | 7 Pkt.  |
| 11.                                         | Kanada                 | Hugo Houle (AST)           | 6 Pkt.  |
| 12.                                         | Frankreich             | Julian Alaphilippe (DQT)   | 5 Pkt.  |
| 13.                                         | Slowakei               | Peter Sagan (BOH)          | 4 Pkt.  |
| 14.                                         | Frankreich             | Warren Barguil (ARK)       | 3 Pkt.  |
| 15.                                         | Frankreich             | Mickaël Chérel (ALM)       | 2 Pkt.  |

## Bergwertungen
| Côte de Luzençon Kategorie 3 nach 9 km auf 562 m 3,1 km bei 6,1 % |            |                         |        |
| 1.                                                                | Frankreich | Benoît Cosnefroy (ALM)  | 2 Pkt. |
| 2.                                                                | Osterreich | Gregor Mühlberger (BOH) | 1 Pkt. |

| Col de Peyronnenc Kategorie 3 nach 73 km auf 879 m 14,5 km bei 3,8 % |            |                       |        |
| 1.                                                                   | Belgien    | Thomas De Gendt (LTS) | 2 Pkt. |
| 2.                                                                   | Frankreich | Quentin Pacher (BVC)  | 1 Pkt. |

| Côte de Paulhe Kategorie 4 nach 97,5 km auf 591 m 1,6 km bei 3 % |         |                       |        |
| 1.                                                               | Belgien | Thomas De Gendt (LTS) | 1 Pkt. |